# 及川莉乃
及川 莉乃（おいかわ りの、1978年7月12日 - ）は、石川県出身の日本の女優、司会者。サイン (Sign) 所属。2018年6月までは宝井プロジェクトに所属していた。

## 出演

### 自主制作映画
- Light II（2005年） - 母 役
- Jasmin again（2006年） - 絵理 役
- 肌色（2010年） - 神馬沙代子 役
- ゆらめく太陽（2012年） - 母 役
- おとなしき海 Last Sequence of Propaganda（2010年） - 清水麗子 役
- 夜の棘（2012年） - 中野恵子 役
- はつ恋（2013年） - 村坂冬子 役

### テレビドラマ
- DRAMA COMPLEX たそがれ葬儀屋探偵の災難（2005年、日本テレビ）
- おかしな刑事 3（2006年、テレビ朝日）
- ケータイ刑事 銭形海 3rdシリーズ（2008年、BS-i） - 瀬戸内海晴美 役
- 女と男の熱帯 第3話（2013年、WOWOW） - 看護師 役
- ソドムの林檎〜ロトを殺した娘たち（2013年、WOWOW） - 料理教室の生徒 役
- ご縁ハンター 第1話（2013年、NHK）
- でたらめヒーロー 第6話（2013年、読売テレビ）
- 相棒 season12 第8話（2013年、テレビ朝日） - 矢嶋広江 役
- 「黄金のバンタム」を破った男〜ファイティング原田物語〜（2014年、フジテレビ） - 救急病院看護婦 役
- 西村京太郎トラベルミステリー 61 越後・会津殺人ルート（2014年、テレビ朝日） - 高沢和江 役
- 東京スカーレット〜警視庁NS係 第1話（2014年、TBS）
- HERO 第11話（2015年、フジテレビ）
- 相棒 season14 元日スペシャル（2016年、テレビ朝日）
- キャリア〜掟破りの警察署長〜 第9話（2016年、フジテレビ）
- 相棒 season15 第13話・第14話（2017年、テレビ朝日）
- 越路吹雪物語 第36話（2018年、テレビ朝日）
- 執事 西園寺の名推理 第1シリーズ 第4話（2018年、テレビ東京） - カフェ店員 役
- ナイルパーチの女子会 最終話（2021年3月20日、BSテレ東）

### 舞台
- 13（2006年） - 榊凛 役
- but and（2007年） - 遠藤響子 役
- 雨あがりに-Aples la pluie（2010年） - 赤髪秘書 役
- バスに乗らないで！（2011年） - サディ 役
- 美しき、ひたむき（2012年） - 福島桂子 役
- 稀なる我等の果てなる我家（2013年） - 高橋麗奈 役
- あなたと住むなら 東京タワー編・スカイツリー編（2014年） - 豊田百合子 役
- 倉山の試み「盆栽」（2019年）

### 映画
- Dear Heart 震えて眠れ（2009年）
- 探偵はBARにいる（2011年）
- 小川の辺（2011年）
- 苦弱（2011年） - 前原桂子 役
- 深夜裁判（2012年） - 木村莉乃 役
- るろうに剣心（2012年）
- あの女はやめとけ（2012年）
- オチキ（2012年） - 藤堂愛 役
- 学校の怪談 呪いの言霊（2014年）
- 東京ウィンドオーケストラ（2017年） - 桜井京子 役
- 熱海のやまぼうし（2018年）
- 君から目が離せない Eyes On You（2019年）
- ヌンチャクソウル（2019年）

### イベント
- カトキチ presents MOTOR SPORTS FESTIVAL in NEW REOMA WORLD 2008（2008年） - MC
- 伝統文化活性化国民協会シンポジウム（2008年） - 司会
- MORTOR SPORTS FESTIVAL 2009 Rd.2 in NEW REOMA WORLD（2009年） - MC

### Vシネマ
- 美しき女豹 BODY SNIPER（2010年） - 優子 役

### ウェブムービー
- 結晶 Snow Flakes（2012年） - 友情出演

### CM
- 片桐建設「家族」篇（2013年）
- 明治安田生命保険 愛になるシリーズ「いつも一緒に」篇、「ふれあいのなかで」篇、「おもいでがいっぱい」篇（2014年 - 2015年）
- マイナビ 転職「進もう」篇（2017年）
- 東洋水産 マルちゃん正麺「夜10時の夫に」篇、「夕方4時の息子に」篇（2017年 - ）